# Bredstedt
Bredstedt (tiếng Low German: Bredstedt; tiếng Đan Mạch: Bredsted; tiếng Bắc Frisia: Braist) là một đô thị thuộc huyện Nordfriesland, trong bang Schleswig-Holstein, nước Đức. Đô thị này có diện tích 9,75 km², dân số thời điểm 31 tháng 12 năm 2006 là 5057 người. Bredstedt toạ lạc gần bờ Biển Bắc, khoảng 16 km về phía tây bắc Husum.